# Siang-ťiang
Siang-ťiang (čínsky pchin-jinem Xiāng Jiāng, znaky 湘江) je řeka v ČLR. Je 801 km dlouhá. Povodí má rozlohu 94 900 km².

## Průběh toku
Pramení v pohoří Nanlin a teče převážně na severovýchod kopcovitou krajinou. Ústí do jezera Tung-tching-chu (povodí Jang-c’-ťiangu).

## Vodní režim
Zdrojem vody jsou převážně dešťové srážky. V létě je vyšší vodní stav a v zimě naopak nižší. Kolísání úrovně hladiny dosahuje až 12,8 m. Průměrný roční průtok vody na dolním toku u města Siang-tchan činí 2270 m³/s.

## Využití
Využívá se na zavlažování. Vodní doprava je možná do města Siang-tchan a pro džunky až do Cheng-jangu. Na řece leží město Čchang-ša.